# بياندرة (بوئين)
بیاندرة (بالفارسية: بیاندره) هي قرية تقع في إيران في قسم بوئین الريفي. يقدر عدد سكانها بـ 433 نسمة بحسب إحصاء 2016.